# دانيال فاسكيز دياز
دانيال فاسكيز دياز (بالإسبانية: Daniel Vázquez Díaz)‏ هو رسام إسباني، ولد في 15 يناير 1882 في نيرفا في إسبانيا، وتوفي في 17 مارس 1969 في مدريد في إسبانيا.

## وصلات خارجية
- دانيال فاسكيز دياز على موقع أوليمبيديا (الإنجليزية)